# Reinhold Pregla
Reinhold Pregla (* 5. August 1938 in Szklarka Myślniewska) ist ein deutscher Ingenieur.

## Werdegang
Nach dem Abitur 1956 in Glauchau erwarb er 1963 das Diplom an der TU Braunschweig im Fach Elektrotechnik; anschließend 1966 Promotion und 1969 Habilitation in Braunschweig. 1973 wurde er wissenschaftlicher Rat und Professor an der Universität Bochum. 1974 wurde er in den vorläufigen Gründungsausschuss der FernUniversität Hagen berufen. Von 1975 bis 2003 war er Professor für Allgemeine und Theoretische Elektrotechnik in Hagen.

## Schriften (Auswahl)
- Laufzeitentzerrung durch Frequenzbandinvertierung und mit Leitungsschaltungen. Braunschweig 1966, OCLC 720451317.
- Mikrowellenfilter aus verkoppelten Leitungen und konzentrierten Kapazitäten. Braunschweig 1969, OCLC 74077896.
- Passive Netzwerke. Analyse und Synthese. Stuttgart 1972, ISBN 3-519-00009-1.
- Induktion, Wechselströme, elektromechanische Energieumformung. Heidelberg 1985, ISBN 3-7785-1156-4.